# Окень
Окень, Окені (рум. Ocheni) — село у повіті Бакеу в Румунії. Входить до складу комуни Хуруєшть.
Село розташоване на відстані 223 км на північний схід від Бухареста, 39 км на південний схід від Бакеу, 100 км на південь від Ясс, 114 км на північний захід від Галаца, 143 км на північний схід від Брашова.

## Населення
За даними перепису населення 2002 року у селі проживали 426 осіб, усі — румуни. Усі жителі села рідною мовою назвали румунську.